# Eliana Vidal
Eliana Vidal Marabolí (Santiago de Chile, 29 de marzo de 1921-31 de diciembre de 2001) fue una actriz y bailarina chilena. 

## Primeros años de vida
Hija de Jaime Vidal Oltra (1895–1965), un médico cirujano y académico de medicina legal en la Universidad de Chile y, quien fuera uno de los fundadores del Partido Socialista de Chile y alcalde de la comuna capital Santiago período entre 1941 y 1942,y de Juana Marabolí Aguilera (1887–1950). 
Desde su infancia tuvo inclinaciones artísticas por la danza y el teatro, que en su adolescencia comenzó a trabajar. Su encanto y belleza le valieron ser elegida por el escultor Raúl Vargas como modelo del dios Pan, efebo desnudo que ocupa el centro del conjunto escultórico a Rubén Darío en el Parque Forestal de Santiago. 

### Matrimonios e hijos
Su primer matrimonio lo conformó con el médico Manuel Morales Villablanca, con quien tuvo dos hijos, Andrea y Simón Morales, y de quien enviudó joven. Posteriormente, contrajo matrimonio en segundas nupcias con el médico oftalmólogo Sergio Vidal Casali, con quien tuvo a su segundo hijo, Jaime. El matrimonio no funcionó y se anuló. 

#### Relación con Salvador Allende
Década de 1960, Eliana Vidal mantuvo una íntima afectividad con Salvador Allende, con quien frecuentaba reunirse de manera secreta, luego de importantes acuerdos políticos y económicos logrados por Allende. El vínculo entre Vidal y Allende era conocido por miembros de la GAP y el entorno de la actriz.

## Vida artística
Fue atraída por el ballet cuando Ignacio del Pedregal, inspirado en el expresionismo alemán, inició sus clases en el subterráneo de Palacio de Bellas Artes en la década de 1940. Tras enviudar de su primer marido, reanudó sus actividades de bailarina en la obra Baile de Ladrones de Jean Anouilh, presentada por el teatro de la Universidad de Chile. 
A la edad de 35 años, ingresó a estudiar teatro a la Universidad de Chile, carrera de la cual egresó en 1960. Tras egresar de la universidad, convertida en actriz profesional, actuó en el Teatro Ictus en El velero de la botella y El lugar donde mueren los mamíferos, de Jorge Díaz Gutiérrez. Participó en diversas obras del teatro de la Universidad de Chile, y en otras compañías. 
En cine se abrió paso con la película Largo viaje de Patricio Kaulen y en los teleteatros de la Corporación de Televisión de la Universidad Católica de Chile transmitidos en directo en 1962, con la reciente llegada de la televisión a Chile. También formó parte de las revistas de Cine Amor, con gran popularidad
Fue una de las pioneras en el género de las telenovelas en su país, participó en Los días jóvenes (1967), El rosario de plata (1968), La chica del bastón (1969) y El padre Gallo (1970), de gran éxito de audiencia y, donde logró una importante popularidad. 
Por esos años, exhibió el busto desnudo en la obra Perdón, estamos en guerra, de Sergio Vodanovic en el Teatro Municipal de Santiago, donde hubo diversas turbulencias moralinas de los santiaguinos. 
Posteriormente, comenzó a realizar giras internacionales a México, con diversas obras de teatro. Tras el Golpe de Estado de 1973 contra el gobierno socialista de Salvador Allende y posterior dictadura militar de Augusto Pinochet, Vidal se exilió junto a sus hijos en Andalucía y París. Luego, la actriz se perfeccionó en Expresión Corporal con Johanna von Laban en Viena. 
En 1988 retornó a Chile, donde recibió una invitación del director del Área Dramática de Canal 13, Ricardo Miranda, quien le ayudó a volver con su carrera en televisión con diversas telenovelas, como Semidiós, Villa Nápoli y Playa salvaje.
Fue fundadora de la Corporación Teatral de Chile (Cortech).

## Filmografía

### Cine
- Largo viaje (1967)
- Regreso al silencio (1967)
- Erase un niño, un guerrillero, un caballo (1967)
- La casa en que vivimos (1970)
- Operación Alfa (1972)
- Las protagidas (1975)
- La Rosa de los vientos (1983)

### Televisión
| Año  | Teleserie            | Rol                |
| ---- | -------------------- | ------------------ |
| 1967 | Los días jóvenes     | María de Ochagavía |
| 1968 | El rosario de plata  | Malva Quijano      |
| 1969 | La señora            | Aurelia            |
| 1969 | La chica del bastón  | Teresa Peña        |
| 1970 | El padre Gallo       | Aurora             |
| 1988 | Semidios             | Clara              |
| 1988 | Matilde dedos verdes | Daniela Leighton   |
| 1989 | Bravo                | Marta Lira         |
| 1991 | Villa Napoli         | Valentina Lobos    |
| 1993 | Doble juego          | Mercedes Bernal    |
| 1994 | Top Secret           | Mercedes Ruiz      |
| 1995 | Estúpido Cupido      | Concepción Donoso  |
| 1997 | Playa Salvaje        | Matilde Aldunate   |
| 1998 | Marparaíso           | Eliana             |
| 2001 | El día menos pensado | Carmen             |
| 2001 | El día menos pensado | Lidia Rojas        |

## Teatro
- La casa de Bernarda Alba (1960)